# Island Heights
Island Heights és una població dels Estats Units a l'estat de Nova Jersey. Segons el cens del 2007 tenia 1.875 habitants.

## Demografia
Segons el cens del 2000, Island Heights tenia 1.751 habitants, 705 habitatges, i 497 famílies. La densitat de població era de 1.126,8 habitants/km².
Dels 705 habitatges en un 28,8% hi vivien nens de menys de 18 anys, en un 57% hi vivien parelles casades, en un 10,5% dones solteres, i en un 29,4% no eren unitats familiars. En el 24,3% dels habitatges hi vivien persones soles el 9,8% de les quals corresponia a persones de 65 anys o més que vivien soles. El nombre mitjà de persones vivint en cada habitatge era de 2,48 i el nombre mitjà de persones que vivien en cada família era de 2,97.
Per edats la població es repartia de la següent manera: un 22,4% tenia menys de 18 anys, un 6,6% entre 18 i 24, un 24,5% entre 25 i 44, un 29,2% de 45 a 60 i un 17,3% 65 anys o més.
L'edat mediana era de 43 anys. Per cada 100 dones de 18 o més anys hi havia 87,4 homes.
La renda mediana per habitatge era de 61.125 $ i la renda mediana per família de 72.596 $. Els homes tenien una renda mediana de 47.500 $ mentre que les dones 38.375 $. La renda per capita de la població era de 26.975 $. Aproximadament el 2,6% de les famílies i el 4,1% de la població estaven per davall del llindar de pobresa.

## Poblacions més properes
El següent diagrama mostra les poblacions més properes.